# عبد الحليم قنديل
عبد الحليم قنديل (1954م) طبيب  وصحفي معارض مصري وهو المنسق العام للحركة المصرية من أجل التغيير كفاية  ذو اتجاه قومي عربي.

## النشأة
ولد قنديل بقرية الطويلة التابعة لمركز طلخا بمحافظة الدقهلية. ترجع أصوله إلى محافظة الشرقية فجده الأكبر قنديل خليل كان عمدة قرية المحمودية مركز ههيا وما زال مركز ثقل عائلته هناك الي اليوم. الجيش المصري بالصدفة.

## اعتقاله من قبل السلطات الأردنية
تم اعتقال قنديل صباح يوم السبت 15 من مايو عام 2010 م لدى وصوله إلى مطار الملكة علياء الدولي بالعاصمة الأردنية للمشاركة في إحدى الفعاليات التي ينظمها مجمع النقابات المهنية الأردنية إحياءً للذكرى الـ62 لنكبة الشعب الفلسطيني. مما دعى الشبكة العربية لمعلومات حقوق الإنسان لاصدار بيان تحمّل فيه الحكومتين المصرية والأردنية مسؤلية سلامة وحرية قنديل.
تم الإفراج عنه في يوم الأحد 16 من مايو عام 2010 م ليسمح له بدخول الأردن  دون أي تفسير لهذا الإجراء اعتقالاً أو إفراجاً ودون أي تعليق من الخارجية المصرية بهذا الشأن.

## مؤلفاته
- الأيام الأخيرة.
- الرئيس البديل.
- بين الناصرية والإسلام
- كارت أحمر للرئيس.[7]

## جريدة صوت الأمة
رأَسَ عبد الحليم قنديل تحرير جريدة صوت الأمة منذ يوليو 2008 وحتى مارس 2009، ليتولى سيد عبد العاطي رئاسة التحرير منذ مارس 2009، ثم عاود عبد الحليم قنديل ليرأسها مرة أخرى منذ إبريل 2011 وحتى الآن.

## التحقيق معه بتهمة إهانة الرئيس
أحالت نيابة الاستئناف، الأربعاء 2 يناير 2013، بلاغًا يتهم عبد الحليم قنديل، رئيس تحرير جريدة صوت الأمة، بسب وقذف الرئيس محمد مرسي، وأحالته إلى نيابة شمال الجيزة لاستكمال التحقيق، واتخاذ الإجراءات القانونية اللازمة ضده.

## وصلات خارجية
- عبد الحليم قنديل على موقع أرشيف الشارخ.
- كتاب:كارت أحمر للرئيس، عروض كتب، الجزيرة نت، 23 أغسطس 2009 م